# 卡姆登 (特拉华州)
卡姆登（英語：Camden），是美国特拉华州肯特县（Kent）下属的一座城镇，面积为9.73平方公里，均为陆地。2011年的数据显示该地有人口3,519人。论人口在本州排行第14。